# Serrat de Vilalta
El Serrat de Vilalta és una serra situada al municipi de Cardona, a la comarca del Bages, amb una elevació màxima de 733 metres.